# Lehtosaaret (ö i Kajanaland, Kehys-Kainuu, lat 64,25, long 29,65)
Lehtosaaret är en ö i Finland. Den ligger i sjön Lentua och i kommunen Kuhmo i den ekonomiska regionen  Kehys-Kainuu  och landskapet Kajanaland, i den centrala delen av landet, 500 km nordost om huvudstaden Helsingfors. Öns area är 9,8 hektar och dess största längd är 500 meter i sydöst-nordvästlig riktning.  Notera att namnet antyder att det är fråga om flera öar.